# José Manuel da Câmara d’Atalaia
José Manuel da Câmara d’Atalaia (ur. 25 grudnia 1686 w Atalaia, zm. 9 lipca 1758 tamże) – portugalski duchowny rzymskokatolicki, patriarcha Lizbony, kardynał.

## Życiorys
10 kwietnia 1747 papież Benedykt XIV mianował go kardynałem prezbiterem. Nie objął kościoła tytularnego. Był wówczas dziekanem kapituły w Lizbonie oraz protonotariuszem apostolskim.
9 marca 1754 wybrany patriarchą Lizbony, co zatwierdził Benedykt XIV 20 maja 1754. 25 lipca 1754 przyjął sakrę biskupią z rąk nuncjusza apostolskiego w Portugalii kard. Luca Melchiora Tempi. Współkonsekratorami byli bp José Henrique Correa da Gama oraz emerytowany biskup Makau Hilário de Santa Rosa OFMRef.
Nie uczestniczył konklawe w 1758.